# Сяйво (видавництво)
«Сяйво» — видавництво в Києві, засноване 1913 року при журналі «Сяйво» (перше видання — збірка поезій М. Вороного «В сяйві мрій»).
Після заборони 1914 року заходами П. Ковжуна і М. Семенка було відновлене 1918 року. У видавництві було видано збірку поезій: П. Тичини («Соняшні кларнети»), О. Слісаренка («На березі Кастальському»), В. Ярошенка («Світотінь»), М. Семенка («Дев'ять поем», «П'єро кохає», «Леліт») та прози: М. Івченка («Шуми весняні»), Г. Журби («Похід життя») тощо.
Після націоналізації 1919 року діяльність «Сяйва» занепала й відродилася лише в 1926—1929 рр. Тоді видано серії: «Бібліотека української повісти» (укр. класики), «Бібліотека всесвітньої літератури» (переклади творів В. Гюґо, С. Цвайґа, Е. Сінклера та ін.), «Дешева бібліотека красного письменства». Поза серіями «Сяйво» видало двотомник творів Т. Шевченка, твори Л. Глібова та переклади творів Дж. Лондона (12 томів).